# جسر دوميز
جسر دوميز في كروكوك - العراق
قامت مديرية طرق وجسور كركوك إحدى تشكيلات وزارة الإعمار والإسكان بإنشاء الجسر في محافظة كركوك في سنة (2007)م في عهد عبد الرحمن مصطفى محافظ كركوك حيث تم إنشأئه تحت اشراف مديرية طرق وجسور كركوك وكانت الشركة المنفذة شركة ضفاف الرافدين و شركة 77 التركية للمقاولات العامة . أهمية المشروع / يربط الجسر الجانبي مدينة كركوك وهو جزء من الطريق الحولي للمدينة ويساهم في تقليل الاختناقات المرورية وخاصة في الساعة (8) صباحا وقد قامت الشركة بإعداد كافة المخططات والتصاميم الخاصة بالجسر. تنفيذ المشروع الجسر دوميز. يبلغ طول الجسر (160) متراً وعرضه (12) متراَ ببمرين سير للمركبات عدد فضاءات الجسر (9) فضاءات بواقع (5) فضاءات بطول (15) متراً ويحتوي الفضاء الواحد على (8) راوفد كونكريتية مسبقة الصب والجهد.
تم تنفيذ أسس عميقة خرسانية مسلحة واسعة الأقطار وعددها (16) ويسمى بتصميم (القيسونات).
تم استخدام خرسانة صنف (D 2O) لصب الأعمدة والأسس وقبعات الأسس وقبعات الأعمدة.
تم صب الروافد المسبقة الجهد بعدد (80) رافدة بطول (20) متراً وبعدد (64) رافدة بطول (15) متر وارتفاع (90) سينتميتراً لكل رافدة.
بلغت كمية الخرسانة المستخدمة في الجسر بحدود (4500) متر مكعب.
بلغت كمية الأعمال الترابية للمشروع بحدود (23000) متر مكعب.
أُجريت الفحوصات المختبرية وكافة أعمال الرقابة النوعية من قبل المركز الوطني للمختبرات والبحوث الإنشأئية (مختبر كركوك الإنشائي). نفذ العمل بكامله بأيدي عراقية (100%) وبجهود متميزة وبإشراف ومتابعة ميدانية من قبل الكادر الهندسي لمديرية طرق وجسور /كركوك وبمتابعة الهيئة العامة للطرق وجسور. باستخدام نظامالقيسونات لإنشاء الجسر.